# دزانان موسى
دزانان موسى (مواليد 8 مايو 1999) هو لاعب كرة سلة بوسني يلعب في مركز لاعب هجوم صغير الجسم في نادي ريال مدريد.

## روابط خارجية
- دزانان موسى على موقع الاتحاد الدولي لكرة السلة (الإنجليزية)
- دزانان موسى على موقع إن بي أي (الإنجليزية)
- دزانان موسى على موقع سبورتس رفرنس (الإنجليزية)
- دزانان موسى على موقع الدوري الإسباني لكرة السلة (الإسبانية)
- دزانان موسى على موقع كرة السلة الأوروبية.كوم (الإنجليزية)
- دزانان موسى على موقع DraftExpress.com (الإنجليزية)
- دزانان موسى على موقع إي إس بي إن.كوم (الإنجليزية)
- دزانان موسى على موقع ريلجم (الإنجليزية)
- دزانان موسى على موقع بروبوليرز (الإنجليزية)
- دزانان موسى على موقع سبورتس رفرنس (الإنجليزية)